# 신우석 (가수)
신우석(申佑昔)은 대한민국의 가수이다. 메탈 밴드 바세린에서 보컬을 맡았다. 바세린은 2000년 EP 《Bloodthirsty》를 발표하고부터 지금까지 대한민국 헤비메탈 계열의 모범적인 밴드로 자리잡고 있다. 뮤직비디오 제작 회사인 자니 브라더스(Zany Bros)에서 근무하고 있다.